# Trithemis annulata
A Trithemis annulata a rovarok (Insecta) osztályának a szitakötők (Odonata) rendjébe, ezen belül az egyenlőtlen szárnyú szitakötők (Anisoptera) alrendjébe és a laposhasú acsák (Libellulidae) családjába tartozó faj.

## Előfordulása
A Trithemis annulata előfordulási területe Dél-Európa és az egész Afrika.

## Alfajai
- Trithemis annulata annulata (Palisot de Beauvois, 1807)
- Trithemis annulata haematina (Rambur, 1842)
- Trithemis annulata scorteccii Nielsen, 1936

## Megjelenése
Szárnyfesztávolsága 60 milliméter. A hím teste lilás árnyalatú, míg a nőstény aranysárga színű.

## Életmódja
A hím a mocsarak és tavak szélén, egy magasabb ponton, nyugodtan várakozik a nőstény megérkezésére. Azonban ha egy másik hím repül be a területére, akkor arra agresszívan rátámad. A verekedés a levegőben történik.